# Озерецкий сельсовет (Загорский район)
Озерецкий сельсовет — упразднённая административно-территориальная единица, существовавшая на территории Московской губернии и Московской области до 1954 года.
Озерецкий сельсовет был образован в первые годы советской власти. По данным 1918 года он входил в состав Озерецкой волости Дмитровского уезда Московской губернии.
В 1921 году Озерецкая волость была передана в Сергиевский уезд.
В 1927 году из Озерецкого с/с были выделены Житниковский и Левковский с/с.
По данным 1926 года в состав сельсовета входили 5 населённых пунктов — Озерецкое, Башлаево, Житниково, Левково и Мерлино.
В 1929 году Озерецкий с/с был отнесён к Сергиевскому (с 1930 — Загорскому) району Московского округа Московской области. При этом к нему были присоединены Житниковский, Кузьминский и Левковский с/с.
14 июня 1954 года Озерецкий с/с был упразднён. При этом его территория в полном составе вошла в Васильевский с/с.